# Llanafan Fawr
Llanafan Fawr ou Llanafanfawr est un village et une communauté du Powys, au pays de Galles.

## Géographie
Llanafan Fawr est situé dans le centre du Powys, dans le comté historique du Brecknockshire, à une quinzaine de kilomètres au nord-ouest de la ville de Builth Wells.
La communauté de Llanafan Fawr comprend aussi le village de Llanfihangel Bryn Pabuan (cy).

## Démographie
Au recensement de 2011, la communauté de Llanafan Fawr comptait 470 habitants.